# 郑仲坚
郑仲坚（1894年9月11日—1976年），原名彦熙，字辑皆、笈阶，号退盦，中共党内化名郑堃、郑坤，祖籍河南荥泽，贵州省贵阳市人，书法家、中共特别党员、抗日将领。1911年参加辛亥贵州首义，1925年经周恩来和冷少农介绍加入中国共产党。1931年在一、二、三次围剿期间，他将“围剿”计划及其它重大军事情报交冷少农，经冷少农等送达周恩来，为中央革命根据地赢得三次反圍剿胜利作出了突出贡献。1937年率部抗日，参加了八大会战。1950年中共占领全国后，经周恩来批准解甲归田。

## 生平
郑仲坚父亲郑明亮，为清末三品参将。郑仲坚4岁入私塾发蒙。6岁入小学，父亲病逝。1906年入中学。1911年入贵州陆军小学堂。1911年11月3日，以贵州陆军小学堂学兵身份，参加辛亥贵州首义。1912年贵州陆军小学解散，失学。
1913年入唐继尧所办之贵州陆军讲武堂；讲武堂停办后编入贵州国民军第一大队（大队长王文华）见习排长。1914年任贵州陆军第一团（团长王文华）第二营（营长袁祖铭）排长。1916年，跟随王文华参加护国之役，在攻克蜈蚣关险夺晃州、攻克齐天界决胜芷江等战役中，身先士卒，勇立战功。升任贵州陆军第一团第二营（营长袁祖铭）连长。
1917年，以第一名的成绩，考入何应钦创办的贵州讲武学校第一期，1918年以第一名成绩毕业，深受何应钦欣赏，任黔军第四团副官长兼警卫连长。1919年在何任旅长的第五旅任副官长兼警卫连长。1919年，何应钦出任“少年贵州会”会长，郑仲坚任“少年贵州会”秘书，成为何应钦领导的贵州“五四运动”骨干。
1921年，贵州发生“五旅之变”。是年，贵州革新派领袖、黔军总司令王文华（字电轮）在上海遇刺身亡后，谷正伦（字纪常）联合黔军第四旅旅长张春圃（宇馥涛）与驻防省会的黔军警卫团长孙剑峰（字勤梁），压迫何应钦交出权力。当时，反对革新派的另一势力——袁祖铭（字鼎卿）的“定黔军”己迫近贵州。为了抵御保守势力，为了防止兄弟阋墙，何应钦只得离开贵阳。
何应钦离开贵阳时，孙剑峰暗中下令在贵州、云南两省交界处谋害何应钦。后经符经甫（字诗镕）劝说，所以下令追回准备半途行凶的密令，一场流血冲突得以幸免。
郑护送何应钦绕道威宁于1921年12月抵滇。约半月后，郑陪同何应钦到昆明安宁温泉洗浴。洗浴结束进入更衣室准备更衣时，更衣室右侧门口忽然有人用贵阳话大喊一声：“报告旅长！”何应钦闻声抬头一望，是一个身着黔军服装的人，正举手向何应钦敬礼。这时，一串枪声响起。在此人后面的另一人举着一把冲锋枪向何应钦射击，何应钦应声而倒。郑看情况不好，连忙伏在何应钦身上用身体掩护已受伤的何应钦，同时将手中的肥皂盒对准打气灯用力飞掷过去将打气灯打掉，使刺客失去射击目标。郑趁机起身从衣架上取出自己的佩枪及何应钦的佩枪双枪还击，匪徒不支逃去。
何应钦身中两枪，一枪击中腿部，但弹头窜入腹腔。另一枪更加危险，击中左肺，动手术时，弹头离心脏仅有一公分多一点，险些毙命。郑也身中一枪，从肩胛骨旁穿过进入胸腔，所幸未伤及骨头和内脏。郑从更衣室的左侧门将何应钦背出浴池，上到楼面，将何应钦放置在一张红木长沙发上。郑顾不得自己的伤势，一面用几块干净浴巾替何应钦包扎止血，一面请浴室老板叫车把何应钦送到昆明大法医院，由法籍院长柏黎及越南大夫斐文贵分别为他们做手术，取出他们身上的弹头。何应钦手术后对外宣称子弹击中左肺，因弹头离心脏太近，无法取出，只能活两年，以防止政敌继续行刺。手术后为策安全与治疗，郑与何应钦搬入毕业于云南讲武堂一期，精于医道，素有“神医”之称的滇军旅长范石生家中养伤。经过范石生的悉心医治疗养，才得以全面恢复健康。郑与范石生结义，取名“仲坚”，后便以“仲坚”字行。何应钦伤愈后，陪护何应钦赴上海王伯群处。
1922年与范石生堂妹范淑君订婚。1923年，陪护何应钦赴广州参谒孙中山先生。1924年，孙中山先生任命何应钦任黄埔军校总教官后，郑仲坚任总教官办公室参谋。何应钦任教导第一团团长，郑任教导第一团团部参谋。
1925年2月参加第一次东征。4月升任任党军第一旅（旅长何应钦）旅部中校参谋。8月升任党军第一师（师长何应钦）师部中校参谋。10月参加二次东征，途中于1925年11月7日经周恩来和贵州同乡冷少农介绍加入中国共产党。奉周恩来之命，潜伏在何应钦身边，冷少农担任周郑之间的单线联系人。
1926年奉何应钦令回黔劝说策动袁祖铭参加北伐，任袁祖铭部陆军三十四师（师长袁祖铭）六十八旅一三五团团长。袁祖铭宣誓北伐，通电就任国民革命军北伐左翼军总指挥。陆军三十四师六十八旅一三五团改番号为国民革命军北伐左翼军总指挥部警卫团，郑仍任团长。袁祖铭北伐途中，在湖南常德被唐生智令周澜谋害身亡后，率警卫团随王天培一路厮杀，回到广州，任国民革命军第一军（军长何应钦）军部参谋，后升任国民革命军东路军总指挥部（总指挥何应钦）中校参谋、第一路军总指挥部（总指挥何应钦）参谋。亲历松口、徐州、龙潭等役。
国民政府定都南京。与范淑君女士在南京结婚，主婚人范石生，证婚人何应钦。1928年任训练总监部（总监何应钦）中校步兵监员。1929年开始乃至中原大战及国共内战期间，任武汉、开封、广州、郑州各行营主任何应钦办公室中校参谋。1930年任郑州行营中校参谋（行营主任何应钦）。
1931年，经何应钦向蒋介石推荐，郑仲坚参加了国民党军事情报系统的创建，担任了国民党军事情报系统的首个领导机构南昌行营调查科（对外称南昌行营参谋处第二科）的首任上校科长。不久，蒋介石派自己的心腹邓文仪接任调查科长，郑仲坚改任南昌行营作战科少将科长。在一二三次围剿期间，郑仲坚数次直接参与拟制国民党军“围剿”红军的计划。他按冷少农的布置，将“围剿”计划和其它重大军事情报交给冷少农，再由冷少农等按秘密通讯方式报送上海，最后送达中共中央军委书记周恩来处，为中央革命根据地赢得三次反圍剿胜利作出了突出贡献。
1932年，单线联系人冷少农遭人举报被捕，拒绝诱惑，不畏酷刑，坚不吐实，用自己的生命保护了郑仲坚。蒋介石查明郑仲坚是冷少农的举荐人后，本欲杀害，一因查无实据，二因郑仲坚已请假回贵阳探视母病，当时的贵州军阀多是郑仲坚的贵州讲武堂同学，恐激起贵州兵变，又经何应钦用全家生命作保后，郑仲坚被记大过两次，连降三级，逐出权力中心，贬斥到黔军第二十五军第2师（师长犹国材）任参谋处长。
在贵州军阀的“王犹之战”中，郑仲坚站在贵州讲武学校第一期同学犹国才一边，任犹蒋联军参谋长（犹蒋联军总指挥吴剑平），一度攻克贵阳。后因犹军失利，退守盘江八属，郑仲坚被犹国才任命为第二师参谋长兼盘八剿匪司令兼盘县县长。郑仲坚与范淑君女士离婚。在红军长征过贵州到达郑仲坚防区北盘江渡口之时，郑仲坚暗中派员与红军先遣部队红三军团第11团团长邓国清、团政委张爱萍联系，放开北盘江渡口，红军得以顺利渡江北上。
1935年，蒋介石借追击红军之名，夺取贵州军政大权，黔军被改编。犹国才部被改编为121师，吴剑平任少将师长，魏金荣任少将副师长，郑仲坚任上校参谋长。魏金荣调离121师后，郑仲坚升任121师少将副师长兼参谋长。与周馥女士在贵阳中山公园举行婚礼。主婚人为周馥小姐姑父、北伐左翼军总司令部秘书长陈廷策，证婚人为原贵州省主席兼二十五军军长犹国材，介绍人为周馥小姐表哥、八十五师参谋长马学波及夫人唐明英。
1937年，卢沟桥事变爆发，吴剑平与郑仲坚率该师编入第八十六军参加“八一三” 淞沪会战防卫江阴要塞、南京保卫战、武汉会战田家镇战役。6月26日，在长江北岸进犯之日军第3师团在七十架飞机、二十八艘舰艇掩护下，从小池口登陆，向广济以东猛攻田家镇要塞。用飞机、舰炮狂轰滥炸，并施放毒气。一二一师攻敌侧背，在竹瓦店、松山口一带重创日寇精兵金村旅团。此役一二一师和友军与敌浴血拚搏，毙敌约7000人。
1939年随枣会战。一二一师编入第五战区第九十四军序列，担任长江北岸至襄河（襄樊附近汉水河段）间沙洋、荆门、沙市、宜昌一带之守备。1939年四月下旬至五月中旬，中国各战区发动“四月攻势”，积极袭扰牵制日军。第五战区从东、西两面向平汉铁路南段进攻。日军为解除中国军队对平汉交通之威胁，第11军司令官冈村宁次以第3、第13、第16师团和骑兵第2、第4旅团等，由信阳、应山、钟祥一线向湖北省西部随县、枣阳地区进攻，企图歼灭我第五战区主力部队，以解除困扰。九日晚，日寇骑兵第4旅团徒涉渡过唐河，十日拂晓徒涉渡过白河，中午攻占新野。一二一师与友军在襄河东岸大洪山区及钟洋地区展开游击战，连日发动进攻，袭击日军后方，切断交通，重创日寇骑兵第四旅团，收复新野。完成任务后于二十一日撤回襄河西岸。二十二日，向随县迫进，二十三日收复随县。日军退回钟祥、应山等原驻地，恢复战前态势，会战宣告结束。
1939年冬季攻势作战。1940年参加枣宜会战。该师奉命担任襄河东、荆河右岸及荆门、江陵、沙市、宜昌一带守备。日军主力在襄阳东、唐白河一线会合，对我形成包围态势，我军转移外线，致敌扑空。并以第二军、第三十一集团军及第九十二军由北向南，第三十三、第二十九两集团军由南向北；以第九十四军进出汉宜公路，深入京山、皂市、应城、云梦等地，攻击敌之后方联络；将敌约四个师团包围于襄东平原。郑指挥一二一师在友军配合下，在钟祥、沙洋一带作战，在古老背截击敌之主力，猛袭日寇第六、第十三师团、第三十九、第四十等师团，致敌重大伤亡，缴获大量武器弹药。日军崩溃后东逃，我军跟踪追击，克复枣阳。战后，一二一师在大巴山高地防卫战时首都重庆门户，坚守长江咽喉南津关，阻止敌人前进。
1941年第二次长沙战役。1941年12月进入陆军大学特六期将官班。1943年12月陆军大学毕业，升任第九十四军（军长牟廷芳）少将参谋长后，参加了防卫芷江机场。1945年参加湘西会战。日军为了占领湖南芷江飞机场，维护湘桂、粤汉两铁路的交通，于4月初集结七个师团约七八万人的兵力，在第20军司令官板西一良中将率领下，采取分进合击的战略，向湖南西部发起进攻。國军在陆军总司令何应钦统一指挥下，以主力在新宁、武冈间与日军决战。郑奉命率编入二十七集团军序列之第九十四军，由湘黔边境向武阳地区急进，准备夹击进攻的日军。4月30日，第九十四军展开武阳战役，由长子向东北攻击，克武阳后，与日军增援部队激战，日军不支，向武冈、花园市撤退。日寇第58师团、第34、第68师团被我军分别在武冈北侧、高沙市、瓦屋塘、茶铺子等地追击、截击和围歼。5月16日，日军付出重大伤亡后向东北溃退。湘西会战后，何应钦调郑仲坚任国民政府军事委员会及中国陆军总司令部少将高参，参与“桂柳反攻作戰计划”的策划。
1945年，任云南警备总司令部（总司令何绍周）少将副参谋长、参谋长。
抗战胜利后，何应钦调郑仲坚辅佐何的侄子何绍周。1946年任国民革命军第二补充兵集训处少将参谋长（处长何绍周），后调任云南警备总司令部（总司令何绍周）少将副参谋长兼办公厅主任。滇黔绥靖公署工兵独立营驻永胜县八年，名怨极大，中央派第二军第九师第二十五团解除工兵独立营武装。在云南警备总司令部副参谋长兼办公厅主任内，为处理滇黔绥靖公署工兵独立营问题，兼任云南永胜县长。1948年升任云南警备总司令部少将参谋长。次子天赐在昆明出生。1949年任第六编练司令部（司令何绍周/李弥）少将参谋长，中华民国国防部（部长何应钦）中将部附（未到任）。请求辞职回乡。
中華人民共和國成立后，1950年经周恩来批准解甲归田。在贵阳经营贵州花纱布公司，华济药号。1955年“肃反运动”时因“历史反革命”罪行被判十五年，入贵州第一监狱。1965年71岁保外就医出狱。“文化大革命”爆发后被批斗收监继续服刑。1970年76岁刑满释放，被管制于贵阳金华农场。1975年年底全部释放全国国民党高级军政人员并落实统战政策，被安排到北京任职。1976年1月6日赴京前夕，郑仲坚在睡梦中无疾而终，享年八十三岁。